# 暑湿
暑湿是感受暑兼湿邪所致的急性外感热病。多发生于夏令季节，暑湿俱盛之时，尤以南方为多见。其以发病较急，初起见有身热、头身重痛、微汗、口渴、脘痞等暑湿郁遏肌表证候为主要特点。根据好发季节及临床证候特点，西医的钩端螺旋体病、肠伤寒、流行性感冒等，可参考暑湿病进行辨证治疗。

## 外部連結
- 暑濕 中藥方劑圖像數據庫 (香港浸會大學中醫藥學院) （中文）（英文）